# Heteractis crispa
Anémone-cuir
Espèce
Synonymes
- Stoichactis tuberculata Kwiet.[1]

Heteractis crispa, communément appelé l’Anémone-cuir, est une espèce anémones de mer de la famille des Stichodactylidae. Elle vit dans les récifs coralliens tropicaux du bassin Indo-Pacifique.

## Description
L'Anémone-cuir se caractérise par un disque oral très évasé entre 20  et   50 centimètres de diamètre et doté de multiples et longs tentacules mesurant de 10  à   15 centimètres au bout arrondi et dont l'extrémité est souvent de teinte claire et marquée d'un point violet ou bleu.
La colonne, structure externe d'une anémone visible lorsque l'animal se rétracte, est de couleur grise et parsemée de verrues blanchâtres adhésives. L'anémone de mer, étant membre de Hexacorallia, porte généralement un nombre de tentacules multiple de six et positionnés en cercles concentriques. Ces derniers sont de couleur beige clair à violet.

## Distribution & habitat
L'Anémone-cuir est présente dans les eaux tropicales et subtropicales du bassin Indo-Pacifique soit des côtes orientales de l'Afrique, mer Rouge incluse, à la Polynésie et des iles méridionales du Japon à l'Australie et à la Nouvelle-Calédonie.
Cette anémone affectionne les substrats à base dure et si possible légèrement recouverts de sable mais elle peut s'accrocher aussi à des coraux branchus et ce de la surface à 40 mètres de profondeur.

## Biologie
L'Anémone-cuir possède deux manières de se nourrir. La première de l'intérieur via la photosynthèse de ses hôtes symbiotiques, les zooxanthelles, vivant dans ses tissus. Et la deuxième de l'extérieur via ses tentacules qui lui permettent d'immobiliser ses proies (petits invertébrés, alevins ou encore d'imprudents juvéniles de poisson…).
La reproduction peut être sexuée par émission simultanée de gamètes mâles et femelles dans l’eau ou asexuée par scissiparité. C'est-à-dire que l'anémone se divise en deux individus distincts depuis le pied ou la bouche.
L'Anémone-cuir peut s'associer à quatorze espèces différentes de poissons-clowns:
- Amphiprion akindynos
- Amphiprion bicinctus
- Amphiprion chrysopterus
- Amphiprion clarkii
- Amphiprion ephippium
- Amphiprion latezonatus
- Amphiprion leucokranos
- Amphiprion melanopus
- Amphiprion omanensis
- Amphiprion percula
- Amphiprion perideraion
- Amphiprion polymnus
- Amphiprion sandaracinos
- Amphiprion tricinctus